# 15 ربيع الآخر
- السبت
- الأحد
- الاثنين
- الثلاثاء
- الأربعاء
- الخميس
- الجمعة

- 2528 سبتمبر 2024
- 2629 سبتمبر 2024
- 2730 سبتمبر 2024
- 281 أكتوبر 2024
- 292 أكتوبر 2024
- 303 أكتوبر 2024
- 14 أكتوبر 2024
- 25 أكتوبر 2024
- 36 أكتوبر 2024
- 47 أكتوبر 2024
- 58 أكتوبر 2024
- 69 أكتوبر 2024
- 710 أكتوبر 2024
- 811 أكتوبر 2024
- 912 أكتوبر 2024
- 1013 أكتوبر 2024
- 1114 أكتوبر 2024
- 1215 أكتوبر 2024
- 1316 أكتوبر 2024
- 1417 أكتوبر 2024
- 1518 أكتوبر 2024
- 1619 أكتوبر 2024
- 1720 أكتوبر 2024
- 1821 أكتوبر 2024
- 1922 أكتوبر 2024
- 2023 أكتوبر 2024
- 2124 أكتوبر 2024
- 2225 أكتوبر 2024
- 2326 أكتوبر 2024
- 2427 أكتوبر 2024
- 2528 أكتوبر 2024
- 2629 أكتوبر 2024
- 2730 أكتوبر 2024
- 2831 أكتوبر 2024
- 291 نوفمبر 2024
- 302 نوفمبر 2024
- 13 نوفمبر 2024
- 24 نوفمبر 2024
- 35 نوفمبر 2024
- 46 نوفمبر 2024
- 57 نوفمبر 2024
- 68 نوفمبر 2024

15 ربيع الآخر أو 15 ربيع الثاني أو يوم 15 \ 4 (اليوم الخامس عشر من الشهر الرابع) هو اليوم الرابع بعد المائة (104) من أيَّام السنة (أو الخامس بعد المائة لو كان شهر صفر مُتممًا لليوم الثلاثين) وفق التقويم الهجري القمري (العربي). يبقى بعده 250 أو 251 يومًا لانتهاء السنة.

## أحداث
- 238 هـ اندلاع ثورة في طليطلة بالأندلس ضد حكم الأمير محمد بن عبد الرحمن بن الحكم، واستمرت هذه الثورة سنوات طويلة، ونشبت حروب بين الجانبين. لعب نصارى الأندلس دورًا في إذكاء نارها، حتى تم إخمادها نهائيًّا بعد خمسة وثلاثين عامًا.
- 1270 هـ - الجيش الروسي يتعرض لهزيمة قاسية في معركة «جاتانا» في رومانيا من الجيش العثماني، وفشل الروس في طرد العثمانيين من رومانيا.
- 1273 هـ - البحرية العثمانية تُنزِل إلى البحر السفينة «فتحية» آخر سفينة شراعية صنعت في مصنع إستانبول للسفن، وقد خدمت هذه السفينة في البحرية كسفينة تدريب مدة 47 عامًا.
- 1381 هـ - حزب النهضة الموريتاني المعارض يقبل المشاركة في الحكم، ويقوم بحل نفسه، هو وبقية الأحزاب الموريتانية الأخرى، ويتألف من هذه الأحزاب حزب واحد هو حزب الشعب الجمهوري الموريتاني.
- 1390 هـ - الإعلان عن مشروع روجرز الداعي لوقف إطلاق النار بين العرب وإسرائيل.
- 1396 هـ - تأسيس المنظمة العربية لأبحاث الفضاء عرب سات.
- 1406 هـ - هجمات متزامنة على مطار ليوناردو دا فينشي في روما بإيطاليا ومطار فيينا الدولي في النمسا وذلك عندما فتح مسلحون النيران عند بوابة الوصول الخاصة بشركة طيران إل عال الإسرائيلية.
- 1417 هـ - تأسيس حركة التوحيد والإصلاح المغربية.
- 1430 هـ - الإعلان عن فوز الرئيس الجزائري عبد العزيز بوتفليقة بفترة رئاسية جديدة بعد حصوله على 90.24% من الأصوات في الانتخابات التي جرت في اليوم السابق، والأمين العام لحزب العمال الجزائري لويزة حنون تحل ثانيًة بنسبه 4.22% من الأصوات.
- 1432 هـ - اللجنة المشرفة على إجراء الاستفتاء على تعديل الدستور في مصر تعلن عن موافقة 77.2% من المشاركين بالاستفتاء على التعديلات المقترحة في نسبة إقبال بلغت 41.2%.
- 1435 هـ - رئيس الوزراء اللبناني المكلَّف تمَّام بك سلام يُعلن تشكيل الحكومة اللبنانيَّة الجديدة.
- 1441 هـ - انتخاب عبد المجيد تبون رئيسًا للجزائر، بعد حصوله على نسبة 58.15% في الانتخابات الرئاسية.

## مواليد
- 570 هـ - راجح الحلي، شاعر عراقي.
- 1295 هـ - صالحة قاصين، ممثلة مصرية.
- 1331 هـ - نجاة علي، مغنية وممثلة مصرية.
- 1398 هـ - راشد الدوسري، لاعب كرة قدم بحريني.

## وفيات
- 576 هـ - أبو طاهر السلفي، محدث أصفهاني.
- 601 هـ - إلياس بن جامع الإربلي، عالم مسلم وشاعر عربي عراقي.
- 1425 هـ - مريم الغضبان، ممثلة كويتية.
- 1426 هـ - عبد العزيز حمد الصقر، رئيس مجلس الأمة الكويتي.
- 1430 هـ - السيد راضي، ممثل ومخرج مصري.
- 1440 هـ - طلال بن عبد العزيز آل سعود، أمير سعودي.

## وصلات خارجية
- موقع قصة الإسلام: حدث في شهر ربيع الأوَّل.